# 734 Benda
A 734 Benda (ideiglenes jelöléssel 1912 PH) a Naprendszer kisbolygóövében található aszteroida. Johann Palisa fedezte fel 1912. október 11-én.